# Ким Бон Хан
Ким Бон Хан (кор. 김봉한; 1916—1966?) — корейский учёный-медик, профессор Пхеньянского медицинского университета. Лауреат Народной премии республики (1962). Член Демократической партии Южной Кореи.

## Биография
Родился в семье фармацевта. Изучал медицину и получил степень в Сеульском университете в 1946 году. Работал на кафедре физиологии. В 1945 году или годом позже Ким был назначен доцентом в больнице Сеульского женского медицинского колледжа.
После начала Корейской войны переехал из Южной в Северную Корею, его семья осталась в Южной Корее. Работал физиологом, в 1957 году опубликовал статью о реакциях скелетных мышц на изменения температуры. В этот период он также участвовал в создании медицинского исследовательского центра и стал руководителем отделения по физиологии в Пхеньянской медицинской школе.
Начиная с 1956 года, правительство также продвигало исследования в области китайской медицины. В 1960 году заявил об открытии новой «системы Кенрак», которая в корне отличается от нервной системы, «множества» акупунктурных точек. Власти Северной Кореи учредили с этой целью «Исследовательский институт Меридиана». Это открытие потрясло мировое медицинское сообщество. После экспериментов не было обнаружено никаких убедительных доказательств существования новой «системы Кенрак».
В 1966 году научно-исследовательский институт закрыли. В том же году Ким бесследно исчез. Существует версия, что он покончил жизнь самоубийством, спрыгнув со здания, поскольку не смог предоставить никаких конкретных доказательств.

## Награды
- Лауреат Народной премии КНДР (1962).
- Ким Бон Хан был изображён на выпущенной почтой КНДР в 1964 году почтовой марке.